# Het Swingpaleis
Het Swingpaleis was een muziekprogramma op televisie bij de VRT-zender Eén in België en bij RTL 4 in Nederland.

## Concept
Het mannen- en vrouwenteam kunnen punten scoren door bijvoorbeeld titels van liedjes te raden aan de hand van een voorwerp, namen van artiesten te raden of een nummer te raden aan de hand van een bepaald woord. Ook moesten ze een nummer afzingen op het moment dat de band stopte.

## Vlaamse versie
Bij Eén werd het meezing-programma van 1996 tot 2006 gepresenteerd door Felice Damiano. Er werden 146 afleveringen opgenomen. Trouwe panelleden waren Leen Demaré, Isabelle A, Zohra Aït-Fath, Yasmine, Saartje Vandendriessche, Phaedra Hoste, Katja Retsin, Els Tibau, Kadèr Gürbüz, Evi Hanssen en Dagmar Liekens bij de meisjes en Luc Steeno, Peter Van Asbroeck, Jan Schepens, Axel Daeseleire, Mike Verstraeten, Walter Grootaers, Paul Michiels en Raf Van Brussel bij de jongens. De muziek werd samengesteld door Jan Bellekens.

## Nederlandse versie

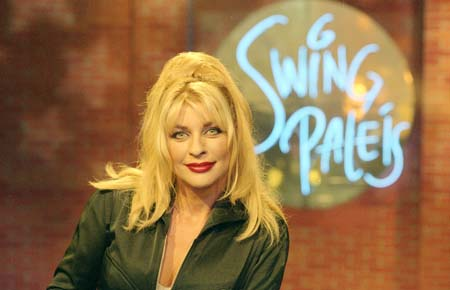
Manuëla Kemp

Manuëla Kemp was de spelleider maar ook zangeres in het televisieprogramma van RTL 4 in 1998.

## Andere landen
Het Swingpaleis is al jaren een Europees succesnummer. Het programma is niet alleen een succes in Nederland en België, maar ook in Frankrijk, Groot-Brittannië, Italië, en Duitsland.

## Bron
1. ↑  Tv-visie.be: Swingpaleis sluit deuren. Gearchiveerd op 6 mei 2016.
2. ↑  Monique De Heer, Zing mee met de tv. Trouw.nl.